# Norring
Norring er en by ved Foldby i Østjylland med 249 indbyggere  (2024). Norring er beliggende en km øst for Folby, tre km vest for Hinnerup og 18 km nordvest for Aarhus. Byen ligger i Foldby Sogn og tilhører Favrskov Kommune.